# Камчатка (Шадрінський район)
Камча́тка (рос. Камчатка) — присілок у складі Шадрінського району Курганської області, Росія. Входить до складу Батуринської сільської ради.
Населення — 54 особи (2010, 98 у 2002).
Національний склад станом на 2002 рік: росіяни — 99 %.